# Jens Westphalen
Jens Westphalen (* 1964 in Hamburg) ist ein deutscher Tierfilmer, Regisseur und Filmproduzent. Seine Dokumentationen wurden vielfach ausgezeichnet.

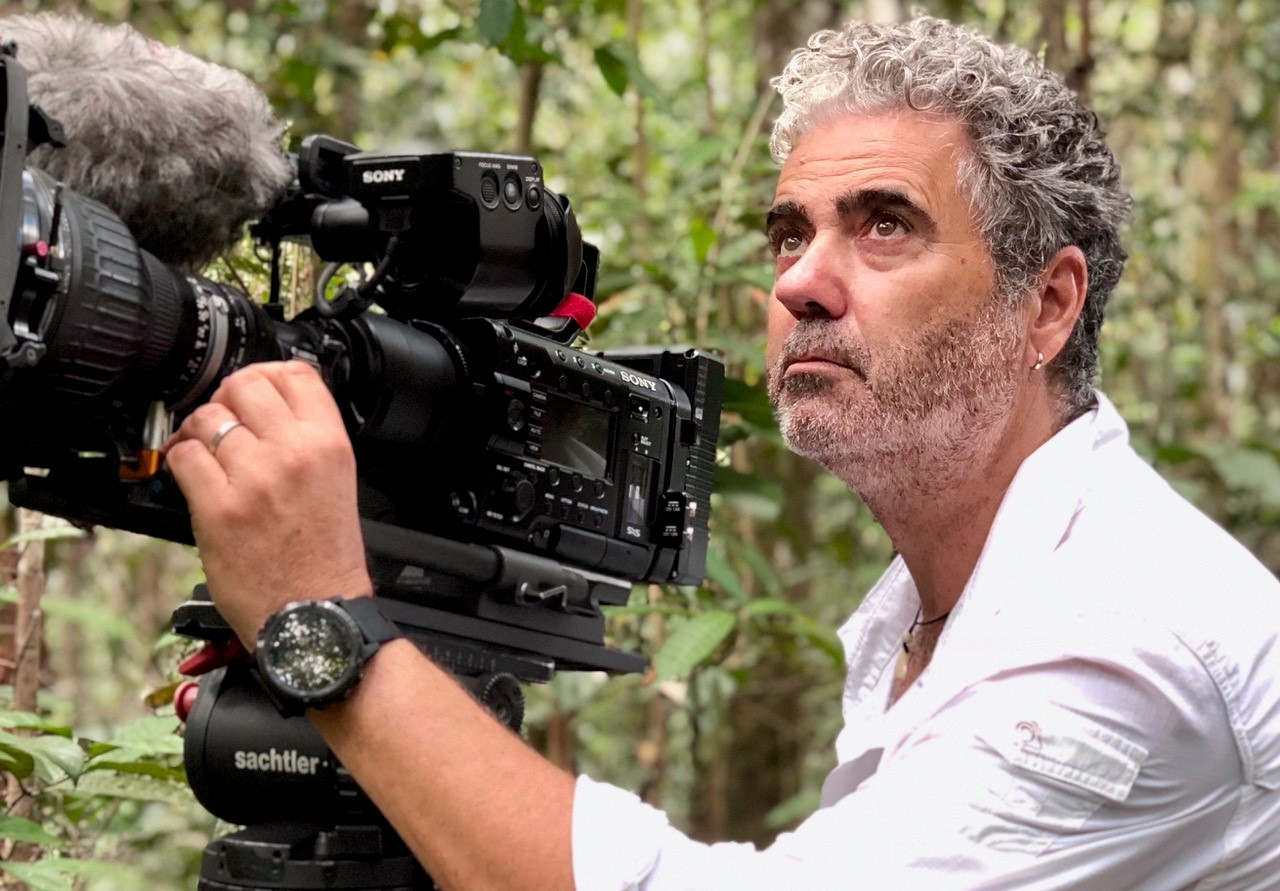
Jens Westphalen bei Dreharbeiten in Borneo, 2018

## Leben und Wirken
Jens Westphalen wuchs in Hamburg-Langenhorn auf. Schon während seiner Kindheit und Jugend interessierte er sich für Tiere und Natur, Fotografie und Film. Daraus resultierte auch früh sein Wunsch, Tierfilmer zu werden.
Nach dem Abitur am Gymnasium Heidberg reiste Jens Westphalen für ein Jahr durch Südamerika und sammelte erste Erfahrungen als professioneller Fotograf. Anschließend leistete Jens Westphalen Zivildienst, um danach Biologie an der Universität Hamburg zu studieren. Folgend arbeitete Jens Westphalen überwiegend in den Semesterferien als Naturfotograf in Afrika, Asien, Europa und Südamerika.
Während des Biologie-Studiums lernte Jens Westphalen seinen Kommilitonen Thoralf Grospitz kennen. Mit ihm begann er bereits vor dem Ende des Studiums erste Naturfilme zu drehen. Später gründeten sie die Produktionsfirma Zorillafilm.
Seit 1993 entstehen Tier- und Naturfilme wie „Die Nordsee“, „Wildes Japan“ und die Reihe „Australien“. In den Dokumentationen werden Naturräume porträtiert wie in „Polens Osten“, „Borneo’s Secret Kingdom“ und „Wildes Hamburg“ oder über Tierarten wie Afrikanische Elefanten, Dingos, Rote Riesenkängurus und Meeresschildkröten. Aber nicht nur große und exotische Tiere haben es Jens Westphalen angetan: im Jahr 2003 entstand der Film „Die frechen Spatzen von Berlin“.
Neben verschiedenen europäischen Ländern zählen u. a. Costa Rica, Indien, Sri Lanka, Neuseeland, Australien, Borneo, Namibia, Sambia, Botswana und Japan zu Jens Westphalens Drehorten. Auf seinen Filmreisen ist er meist monatelang und oft in abgelegenen Gebieten mit seinem Filmpartner Thoralf Grospitz unterwegs.

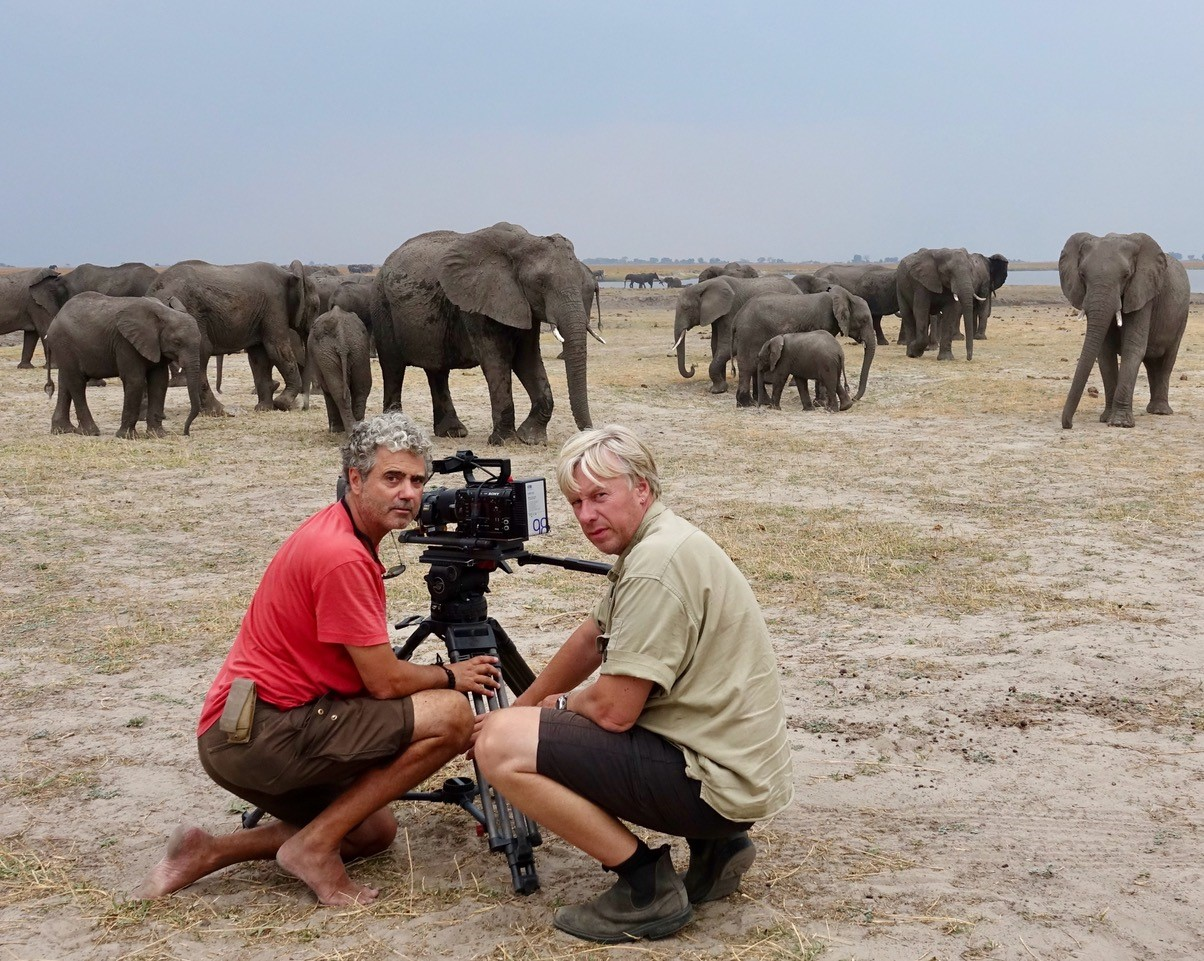
Jens Westphalen und Thoralf Grospitz mit Elefanten, Botswana, 2017

Zahlreiche Dokumentationen erhielten Nominierungen und Auszeichnungen bei internationalen Filmfestivals und Fernsehpreisen. Im Jahr 2011 bekam der Zweiteiler „Wild Japan“ eine Nominierung für die beste Dokumentation beim International Emmy Award. Auch andere Filme bekamen Ehrungen: Zum Beispiel gewann der Film „Australien – im Reich der Riesenkängurus“ den Deutschen Naturfilmpreis, die Auszeichnung „Beste Kamera“ beim Green Screen Naturfilmfestival, „Bester Film“ bei der Animal Behavior Society und den „Grand Prix“ beim Matsalu International Nature Film Festival. Mehrfach wurden auch Filme bei den „New York Festivals“ ausgezeichnet. Jens Westphalen zählt daher zu den renommiertesten deutschen Naturfilmern. Seine Filme zeichnen sich durch ungewöhnliche Perspektiven, extreme Zeitlupen, Flugaufnahmen und epische Landschaftsbilder aus.
Jens Westphalen und sein Filmpartner Thoralf Grospitz haben sich mit ihren Produktionen auf dem internationalen Fernsehmarkt etabliert und arbeiten mit Fernsehanstalten und Produktionsfirmen wie ARD, ZDF, NDR, WDR, BR, Arte, ORF, Deutsche Welle, NDR Naturfilm Doclights, National Geographic Channel, Terra Mater Factual Studios und Wildbear Entertainment zusammen.
Die Dokumentationen von Jens Westphalen werden in Deutschland unter anderem in der ARD-Reihe Erlebnis Erde und in der NDR-Reihe Expeditionen ins Tierreich gezeigt. Er arbeitete auch für die Kinderserien Die Sendung mit der Maus und Löwenzahn.
Jens Westphalen lebt mit seiner Familie in Hamburg.

## Filmografie
- 1994: Halali im Nationalpark, für den NDR
- 1995: Lippenbären und wilde Büffel – Nationalparks in Sri Lanka, für den NDR
- 1996: Wo die Biber Burgen bauen, für NDR und Deutsche Welle Transtel
- 1997: Invasion aus dem Meer (Costa Rica), für NDR und Deutsche Welle Transtel
- 1997: Helgoland – Vogelparadies auf steilen Klippen, für den NDR
- 1999: Die bunten Vögel vom Rhein, für WDR
- 1999: Sylt – Von Seehunden und Seeschwalben, für NDR
- 1999: Wamba der Waschbär, 7 Teile, für die Sendung mit der Maus
- 2000: Moa – Das Rätsel der Riesenvögel, für ZDF
- 2002: Vorsicht Dingos! Für NDR und HIT Entertainment
- 2003: Beuteltiger – verzweifelt gesucht, für ZDF
- 2003: Die frechen Spatzen von Berlin, für NDR Naturfilm
- 2005: Wilde Heimat für NDR Naturfilm und ORF
- 2005: Die Nordsee – Von Schottland zu den Halligen für NDR Naturfilm und Arte
- 2005: Die Nordsee – Vom Watt zu den Fjorden für NDR Naturfilm und Arte
- 2006: Haie, Hummer, Helgoland für NDR Naturfilm
- 2006: Seehund ahoi! für den NDR
- 2009: Wildes Japan –  Tropenstrand und Bärenland für NDR Naturfilm Doclights, Arte, ORF, Parthenon Entertainment
- 2009: Wildes Japan – Schneeaffen und Vulkane für NDR Naturfilm Doclights, Arte, ORF, Parthenon Entertainment
- 2010: Wildes Deutschland – Nordfriesland für NDR  Naturfilm Doclights, BR, Arte
- 2010: Wildes Hamburg – Tiere in der Stadt für NDR Naturfilm Doclights und Arte
- 2013: Die Nordsee – Unser Meer  für NDR Naturfilm Doclights
- 2014: Das Abenteuer für NDR Naturfilm Doclights, National  Geographic Wild, Arte, Terra Mater
- 2014: Australien – In den Wäldern der Koalas für NDR Naturfilm Doclights, National Geographic Wild, Arte, Terra Mater
- 2014: Australien – Im Dschungel der Riesenvögel für NDR Naturfilm Doclights, National Geographic Wild, Arte, Terra Mater
- 2014: Australien – Im Reich der Riesenkängurus für NDR Naturfilm Doclights, National Geographic Wild, Arte, Terra Mater
- 2014: Big Red – The Kangaroo King für Wildbear Entertainment, National Geographic Wild, NDR Naturfilm Doclights
- 2016: Borneo’s Secret Kingdom, für Wildbear Entertainment, National Geographic Wild, ZDF Enterprises. (Dreiteilige Serie)
- 2018: Elefanten hautnah – Ungewöhnliche Nachbarn für NDR Naturfilm, Doclights, NDR, Arte, ORF
- 2018: Elefanten hautnah – Giganten mit Gefühl für NDR Naturfilm, Doclights, NDR, Arte, ORF
- 2019: Ein Jahr unter Elefanten – Zwei Hamburger im Süden Afrikas für NDR Naturfilm Doclights, NDR, Arte
- 2022: Polens Osten – Zwischen Wisenten, Wölfen und Elchen für NDR Naturfilm Doclights, NDR, Arte, ORF
- 2023: Namibias Naturwunder  – Leben am Limit für NDR Naturfilm Doclights, NDR, Arte, ORF
- 2023: Namibias Naturwunder  – Kleine Helden, große Jäger für NDR Naturfilm Doclights, NDR, Arte, ORF